# Pasmo Lesistej
Zasugerowano, aby zintegrować ten artykuł z artykułem Masyw Dzikowca i Lesistej Wielkiej. Nie opisano powodu propozycji integracji.
Pasmo Lesistej – środkowa część Gór Kamiennych należących do Sudetów Środkowych. Od północnego zachodu, od Czarnego Lasu oddziela je dolina Grzędzkiego Potoku, od południowego wschodu, od Gór Suchych dolina Ścinawki. Na północ od Pasma Lesistej rozciągają się Góry Wałbrzyskie, na wschód – Wyżyna Unisławska, na południe, za Obniżeniem Mieroszowskim – Zawory.

## Rzeźba
Jest to wydłużone pasmo o przebiegu północny zachód – południowy wschód. Składa się z dwóch równoległych grzbietów – północnego z Mielną, Nierodą (638 m n.p.m.), Dzikowcem Małym (696 m n.p.m.), Dzikowiec Wielki (835 m n.p.m.) oraz południowego z Suchą Górą (777 m n.p.m.), Stachoniem (808 m n.p.m.), Stachońkiem (692 m n.p.m.), Lesistą Wielką (851 m n.p.m.), Lesistą Małą (780 m n.p.m.). Oba grzbiety łączą się poprzez Wysoką (808 m n.p.m.) i Sokółkę (801 m n.p.m.).

## Geologia
Zbudowane z permskich porfirów. Cechuje się stromymi zboczami i głęboko wciętymi dolinami potoków.

## Miejscowości
Miejscowości: Czarny Bór, Grzędy, Grzędy Górne, Kowalowa, Kuźnice Świdnickie, Mieroszów, Stary Lesieniec.